# Beraea malahiguerra
Beraea malahiguerra är en nattsländeart som beskrevs av Schmid 1952. Beraea malahiguerra ingår i släktet Beraea och familjen sandrörsnattsländor. Inga underarter finns listade i Catalogue of Life.